# 傅弘之
傅 弘之（ふ こうし、377年 - 418年）は、東晋末の軍人。字は仲度。北地郡泥陽県の出身。

## 経歴
傅歆（傅暢の孫）の子として生まれた。本州主簿に任じられ、秀才に挙げられたが、赴任しなかった。元興2年（403年）、庾仄が桓玄の簒奪に反対して南陽で起兵し、雍州刺史の馮該を襲撃し、敗走させた。ときに弘之は江陵にあり、庾仄の兄の子の庾彬とともに荊州刺史桓石康の殺害を計画した。庾彬の従弟の庾宏がその計画を知って、桓石康に密告すると、桓石康は庾彬を収監して殺害し、弘之を獄に繋いだ。桓玄は弘之が計画の発案者でなく、無官で率いる兵もなかったため、罪に問わなかった。
元興3年（404年）、桓玄に対して劉裕が起兵すると、弘之は輔国将軍劉道規の下で参軍・寧遠将軍・魏興郡太守となった。義熙6年（410年）、桓石綏が上洛県の甲口で荊州刺史を自称し、微陽県令の王天恩が梁州刺史を自称して、西城を襲撃した。ときに弘之の父の傅韶が梁州刺史であり、弘之は父の命により桓石綏らを討ち、かれらを斬った。太尉行参軍に任じられた。義熙11年（415年）、劉裕が司馬休之を討つと、弘之は後部賊曹を代行し、建威将軍・順陽郡太守をつとめた。義熙13年（417年）、劉裕が北伐して後秦を討つと、弘之は扶風郡太守の沈田子ら七軍とともに武関から関中に入り、後秦の上洛郡太守を敗走させると、藍田に進軍し、諸族の勢力の懐柔につとめた。龐斌之・戴養・康横らが部族を率いて北伐軍に帰順した。劉裕が長安に入ると、弘之は諸族の観衆の前で卓抜した馬術を披露してその度肝を抜いた。
桂陽公劉義真の下で雍州治中従事史となり、西戎司馬・寧朔将軍に任じられた。略陽郡太守の徐師高がそむくと、弘之はこれを討って鎮圧した。義熙14年（418年）、劉裕が劉義真を長安の留守に残して東帰すると、夏の太子赫連璝が3万の兵を率いて長安を襲撃した。弘之は5000の兵を率いて池陽で赫連璝を撃退した。赫連璝が渭南を攻撃すると、弘之は寡婦人渡で赫連璝を撃破した。劉義真が劉裕に帰還を命じられて長安を離れると、多くの財宝を積んだ輜重を抱えて東に向かった。弘之は重荷の輜重を棄てるよう劉義真に勧めたが、聞き入れられなかった。赫連勃勃が全軍を率いて追撃してきたため、青泥で追いつかれて決戦となった。弘之は奮戦空しく敗れて捕らえられた。赫連勃勃は弘之に帰順を迫ったが、弘之は屈服しなかった。寒天の中で弘之は衣服を剥がれて裸にされ、罵声を叫びながら殺害された。享年は42。

## 伝記資料
- 『宋書』巻48 列伝第8
- 『南史』巻16 列伝第6